# Zsuzsanna Heiner
Pour les articles homonymes, voir Heiner.
Dans le nom hongrois Heiner Zsuzsanna, le nom de famille précède le prénom, mais cet article utilise l’ordre habituel en français Zsuzsanna Heiner, où le prénom précède le nom.
Zsuzsanna Heiner, née le 24 avril 1979 à Kapuvár, est une astronome hongroise.

## Biographie
Zsuzsanna Heiner est diplômée de l'Université de Szeged en astronomie en 2002 et en physique en 2005, elle est restée chercheur à cette université jusqu'à la fin 2008. À partir de 2008 elle est devenue chercheuse pour l'Académie hongroise des sciences.
Le Centre des planètes mineures lui crédite la découverte de dix-neuf astéroïdes, toutes effectuées en 2002 en collaboration avec Krisztián Sárneczky.
| (37432) Piszkéstető  | 11 janvier 2002 |
| (64974) Savaria      | 11 janvier 2002 |
| (95179) Berkó        | 16 janvier 2002 |
| (111570) Ágasvár     | 11 janvier 2002 |
| (111594) Ráktanya    | 11 janvier 2002 |
| (126245) Kandókálmán | 13 janvier 2002 |
| (126315) Bláthy      | 13 janvier 2002 |
| (131762) Csonka      | 11 janvier 2002 |
| (131763) Donátbánki  | 11 janvier 2002 |
| (151242) Hajós       | 11 janvier 2002 |
| (159629) Brunszvik   | 16 janvier 2002 |
| (194970) Márai       | 13 janvier 2002 |
| (322912) Jedlik      | 11 janvier 2002 |